# Droog struweel van de ABC-eilanden
Het droog struweel van de ABC-eilanden is een ecoregio gelegen op de Caribische eilanden Bonaire, Curaçao en Aruba.

## Flora
De eilanden hebben een droog klimaat met 350-550 mm neerslag per jaar en zijn bedekt met cactusstruweel. De dominante soorten zijn: Stenocereus heptagonus, Subpilocereus repandus en Pilosocereus lanuginosus. Een andere kenmerkende plant is de dividiviboom en Croton flavens en Cordia cylindrostachya. Aan de westzijde is de neerslag een beetje hoger en groeien boomsoorten als Prosopis juliflora, Vachellia tortuosa, Haematoxyln brasiletto, Capparis indica, Celtis iguanaea, Malphigia punicifolia, Bourreria succulenta en Casearia tremula. Het bosland kan daar 3-4 m hoog worden en doornbomen wisselen af met cacteeën zoals Opuntia.
Het aantal endemische plantensoorten is maar klein, op Bonaire maar een (Sabal lougheediana), vijf op Curaçao en twee op Aruba.

## Fauna
Ondanks de vrij karige vegetatie is er een interessante fauna met zeven soorten vleermuizen op Curaçao die afhankelijk zijn van het cactusstruweel. Ze zijn daarom waarschijnlijk allemaal bedreigd. Er zijn zo'n 200 vogelsoorten op de eilanden, waarvan veel soorten zeldzaam of zelfs bedreigd zijn, zoals de geelvleugelamazone Amazona barbadensis en de Arubaanse uilensoort Athene cunicularia arubensis en de parkiet Aratinga pertinax. Bonaire telt een reservaat voor flamingo's en de eilanden spelen een belangrijke rol als tussenstation voor de  trekvogels uit Noord-Amerika.

## Natuurbescherming
Vanwege het belang van het toerisme is er een drijfveer om natuur te beschermen. Een derde van Bonaire is beschermd gebied, en 17% van Aruba.

## Galerij

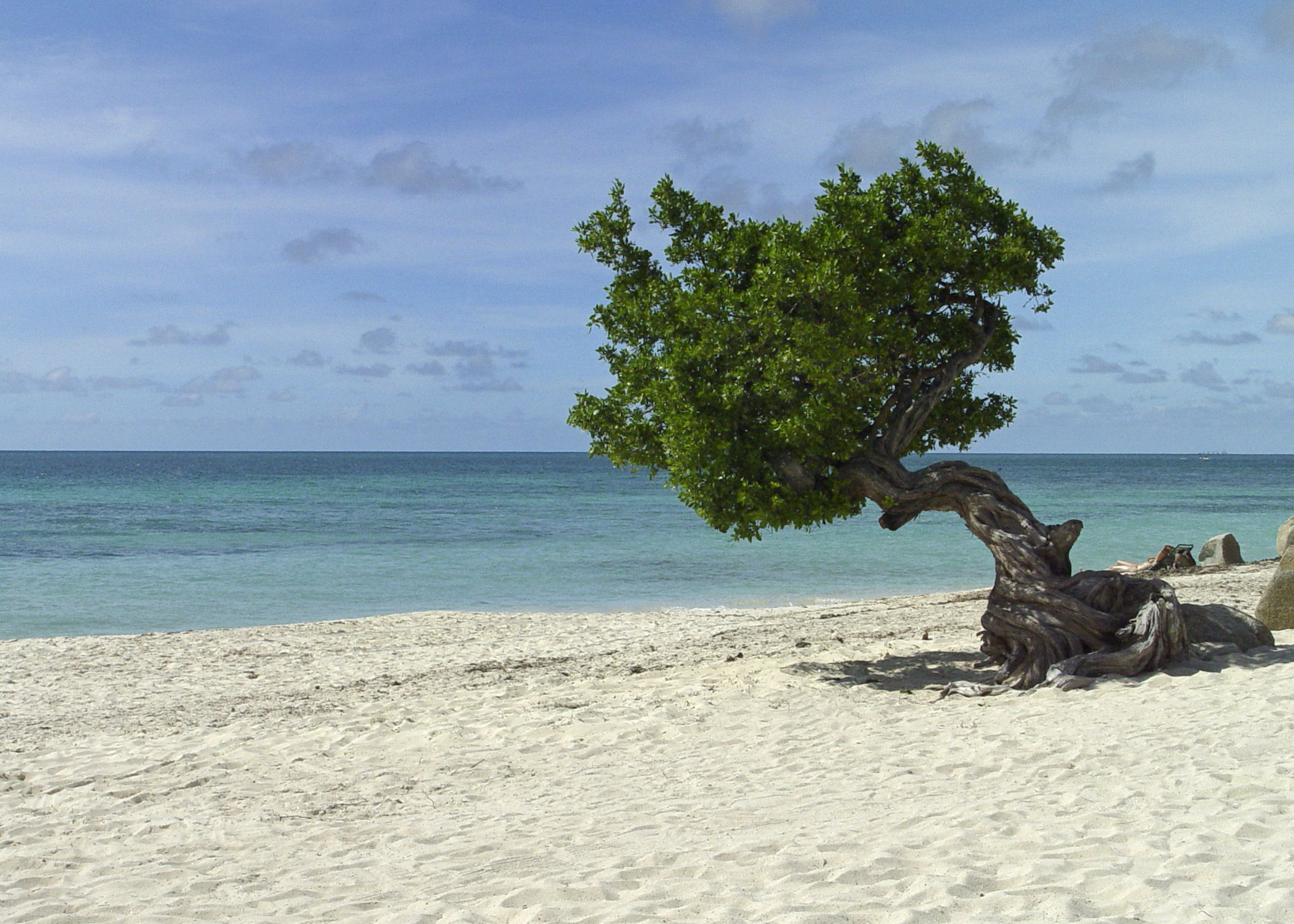
Dividivi op Aruba
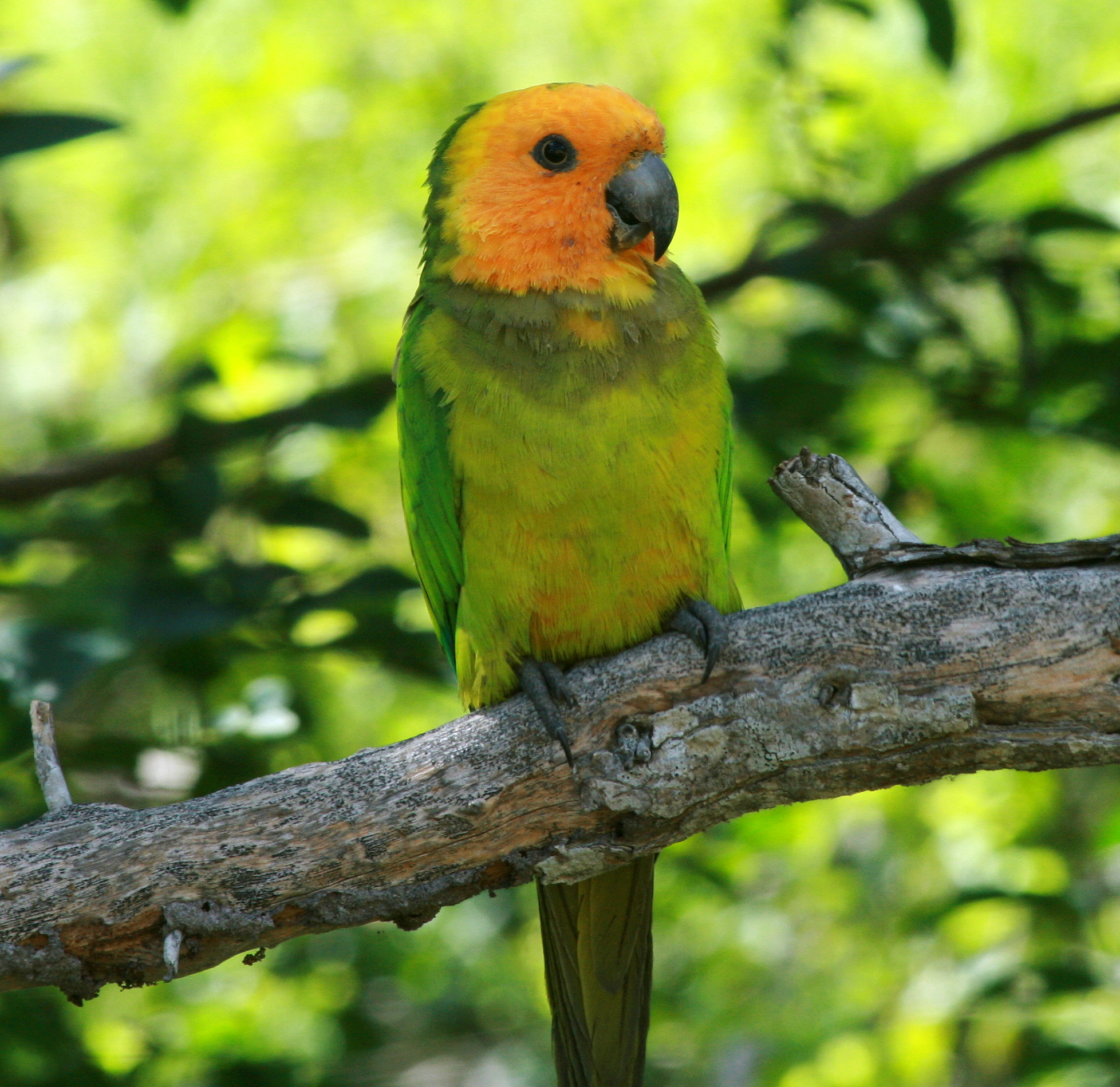
Aratinga pertinax op Bonaire
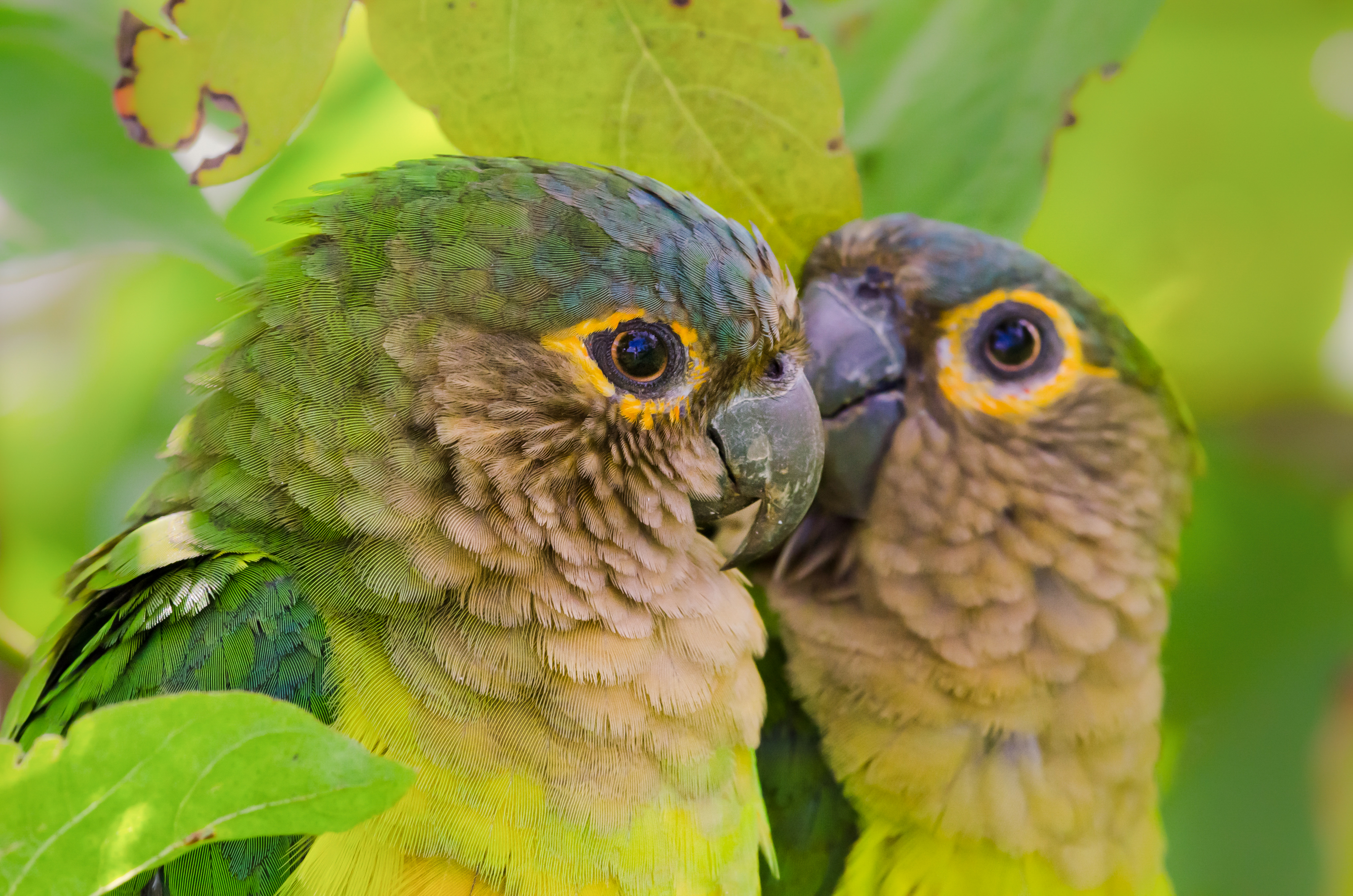
Aratinga pertinax
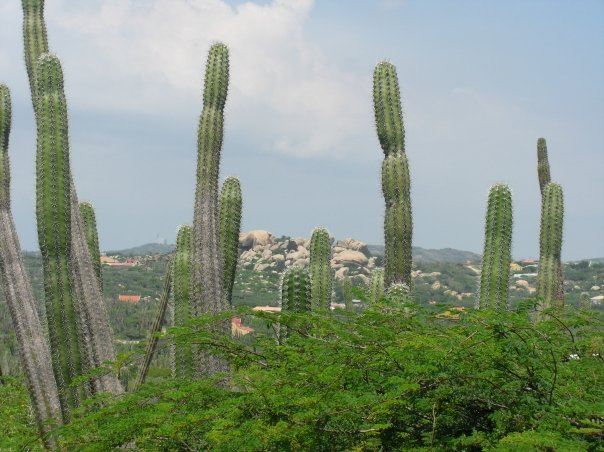
Subpilocereus repandus op Aruba
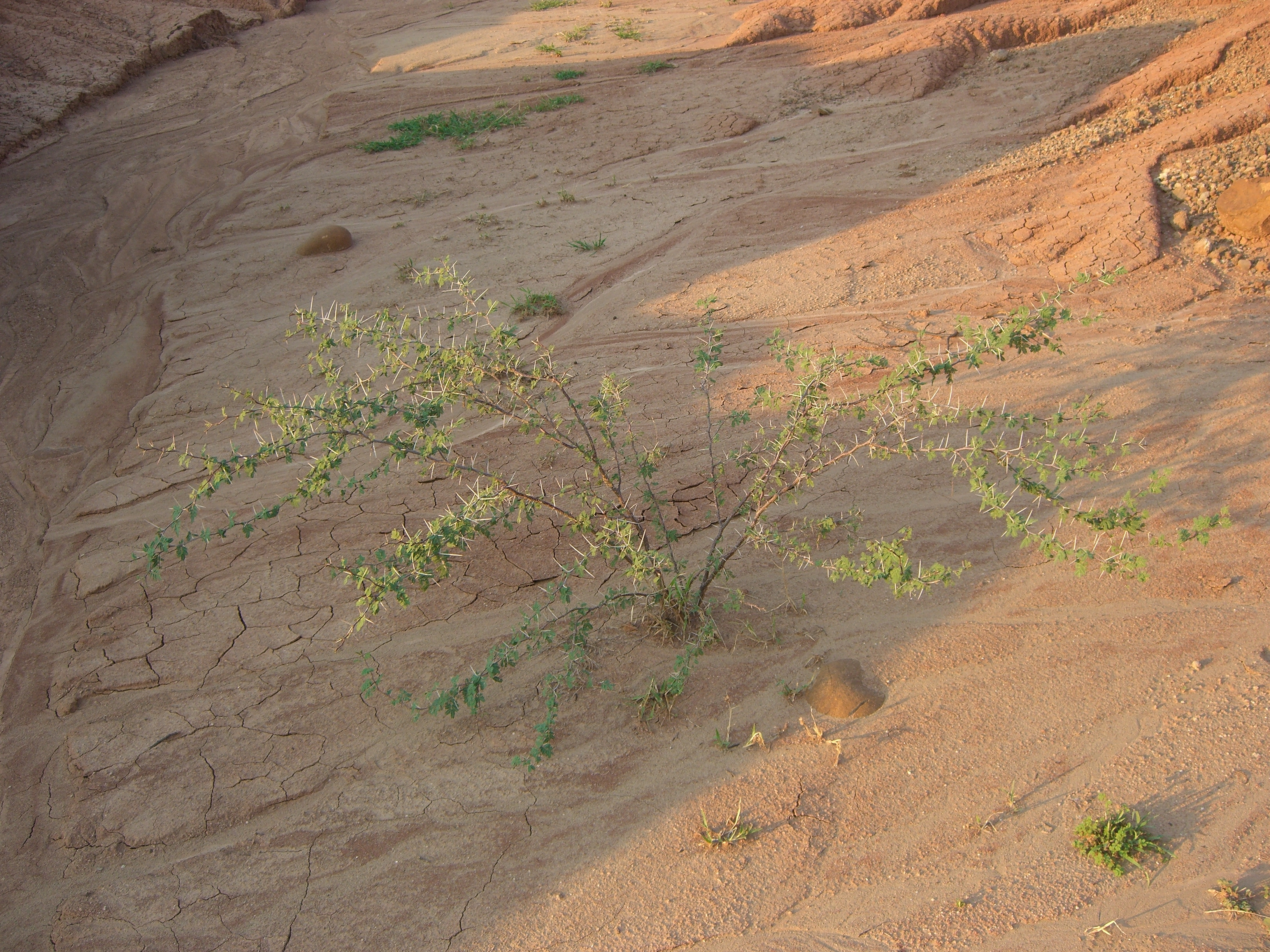
Vachellia tortuosa bekend als "wabi"
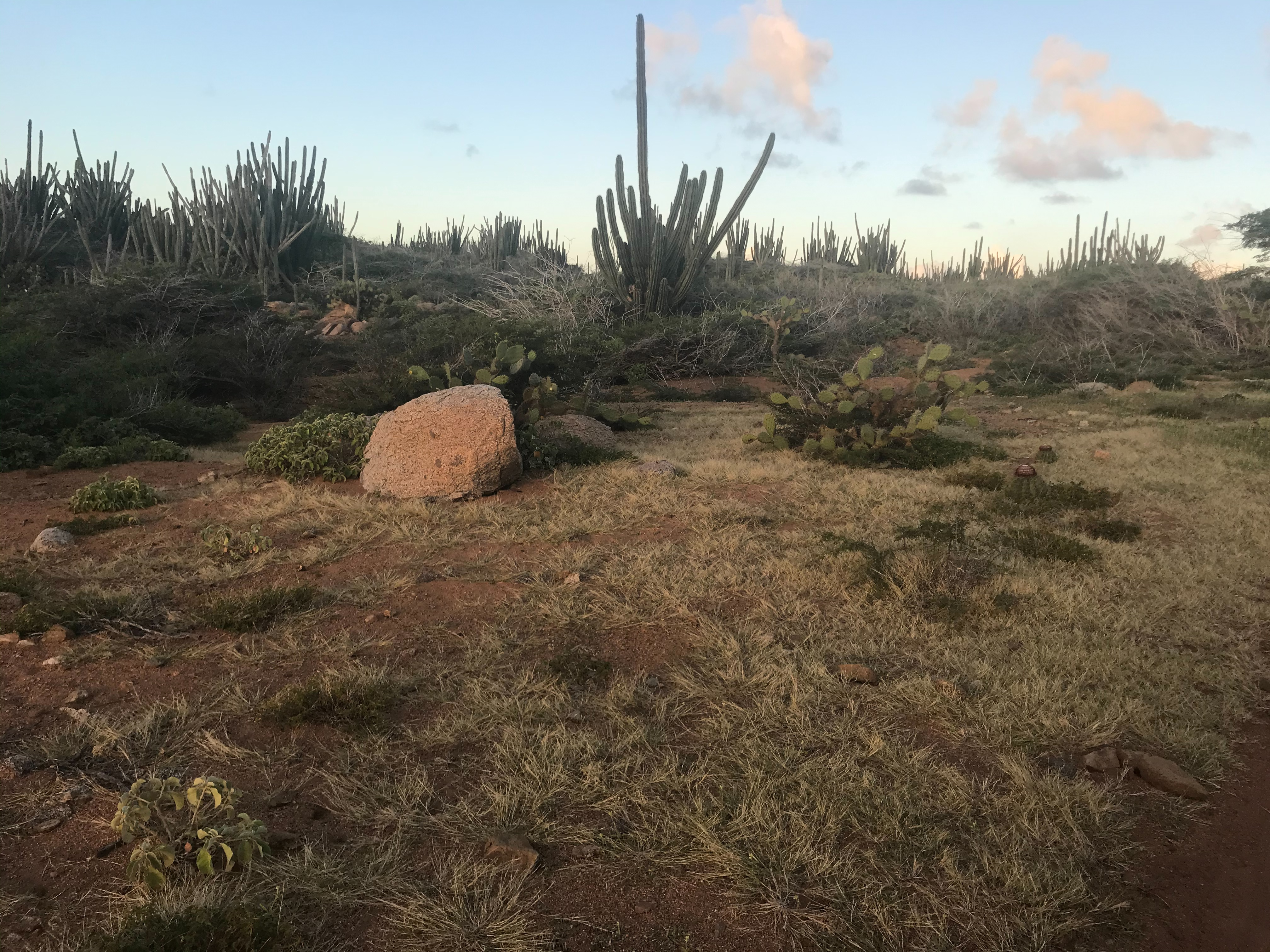
Droog struweel in het landschap van Alto Vista
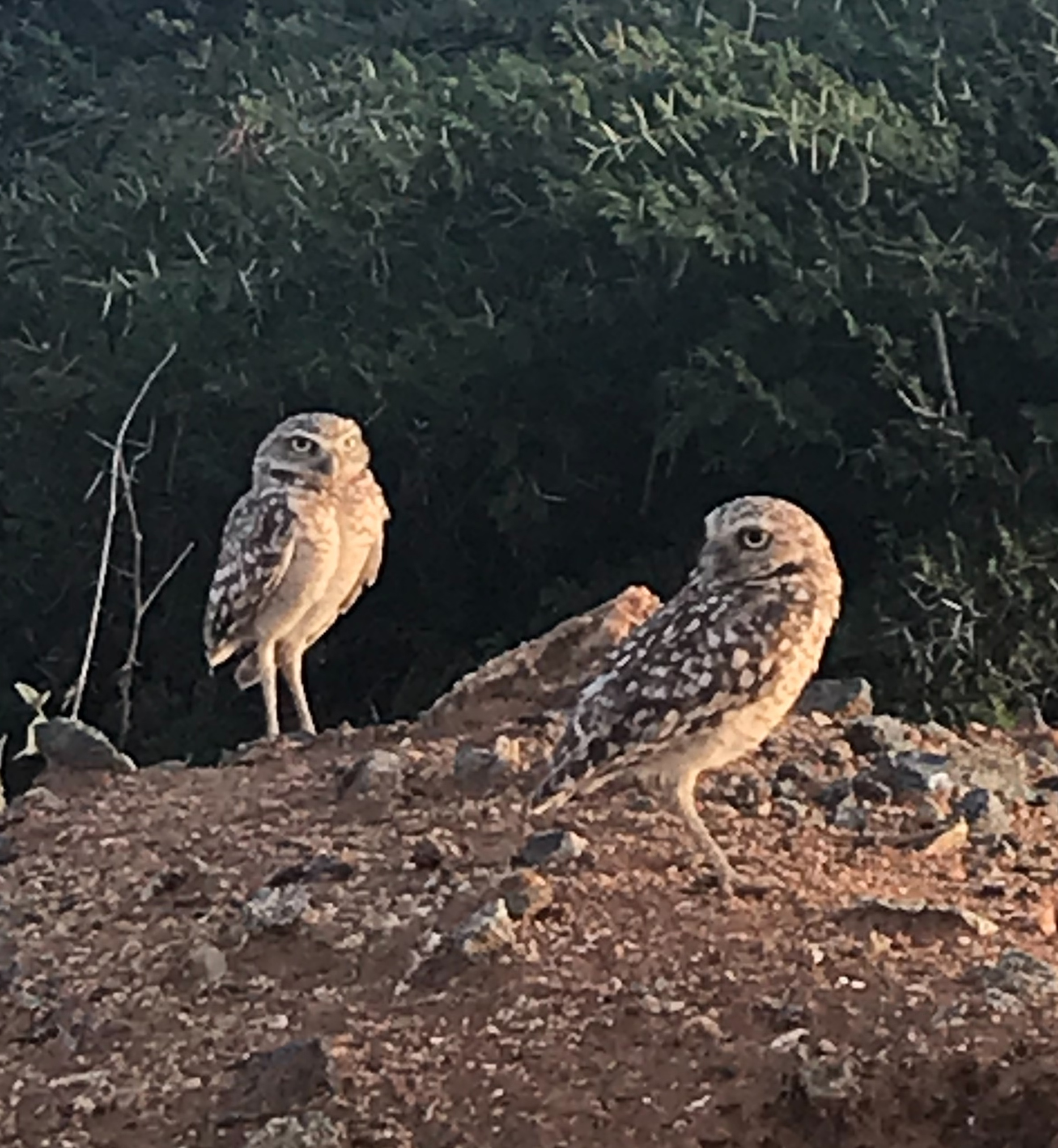
Athene cunicularia arubensis
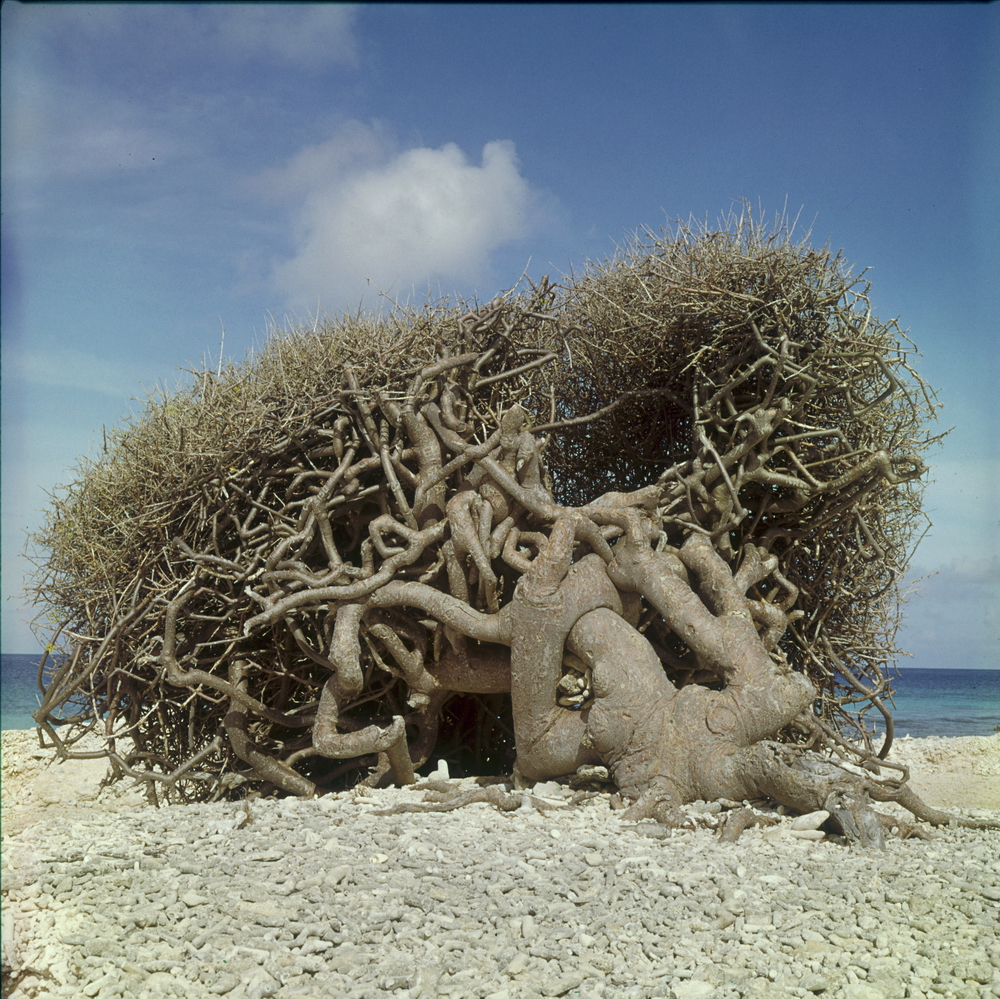
Boom op strand op Bonaire